# Alfonso del Granado
Felix Alfonso del Granado Anaya, né le 18 octobre 1938, est un médecin, romancier et poète bolivien.
Quand il devient médecin en 1964, son père, le poète Javier del Granado, lui cède l'intérêt pour les travaux humanitaires ancrée dans cette famille noble.

## Biographie
Il étudie la médecine à l'Université de San Simon avec une bourse de la Fondation Simon I. Patiño de Genève. Il part ensuite aux États-Unis pour faire une spécialisation en médecine à l'Hôpital Chicago Lying-in, la maternité la plus ancienne d'Amérique du Nord fondée par Joseph DeLee (en) en 1889, où il fut résident principal. En 1974 l'Université de Chicago a recours à un changement exceptionnel de statut pour lui accorder la nomination au poste de professeur clinique de médecine, sans qu'il n'ait à délaisser ses interventions dans des zones défavorisées des états de l'Illinois et de l'Indiana.
En 1978, en Bolivie, il crée avec d'autres médecins la spécialité médicale de Gynécologie et Obstétrique de la Faculté de Médecine de l'Université de San Simon, et devient ministre de la Santé du Gouvernement de Juan Pereda Asbún durant quelques mois. En 1982, à travers son affiliation à l'hôpital Monte Sinai de Chicago, il lance le premier programme de la fécondation in vitro de la région centrale des États-Unis.

## Œuvres
Les œuvres principales d'Alfonso del Granado sont :
- Poemas del amor y de la muerte (1968)
- El holocausto a los dioses hambrientos (1973)
- Cincuenta años de infierno (1985)
- Las memorias de Holofernes (1989)
- El rufián de Chicago (2004)
- Biografía del poeta Javier del Granado (2013)